# Високочестотен усилвател
Усилвателите предназначени за усилване на електрически сигнали с висока честота се наричат високочестотни усилватели (ВЧУ). Обикновено сигнали с честоти над 15 kHz или повече придобиват свойствата на високочестотни сигнали, тъй като тези електрически сигнали могат да образуват електромагнитни вълни и да бъдат излъчени чрез антена в пространството. На практика обработвани и излъчвани ВЧ сигнали може да имат честота до няколко GHz. Използваният високочестотен спектър е разделен на множество обхвати и електронните усилвателни устройства се проектират така, че да работят и покриват само необходимия, а не целия огромен честотен обхват. Радиовълните с честота над 1 GHz влизат в обхвати, наричани микровълнови. Електронните усилвателни схеми работещи в тези обхвати са различни от тези използвани до тази условна граница и прилагани в апаратурата за масовата радиовръзка, ТВ и радиоразпръскване.

## Изисквания към ВЧУ
- За пълна реализация на ВЧУ по целия диапазон от честоти, резултиращата характеристика на тракта трябва малко да зависи от честотата. Това може да се обезпечи с подходяща схема на връзка между стъпалата на ВЧУ, амплитудночестотната характеристика на който е противоположна на аналогичната зависимост на входното устройство на приемника.
- Усилването на стъпалото трябва да е достатъчно, така че шумовете на преобразувателя и последващите стъпала да не изменят съществено коефициента на шума, обусловено от входното устройство и ВЧУ.
- Характеристиките на ВЧУ трябва да са устойчиви към въздействие на различни дестабилизиращи фактори, в т. ч. и отклоненията в параметрите на използваните електронни усилвателни елементи. Това се достига с режим на температурна стабилизация на стъпалото и избора на такива слаби връзки на резонансния кръг с електронния елемент, при който съществуващите технологични отклонения да променят параметрите и характеристиките на ВЧУ в допустими граници.
- ВЧУ трябва да има висок коефициент на устойчивост (от порядъка КУ=0,8 – 0,9) и да не се влияе от смяната на един усилвателен елемент с друг при техническа поддръжка на апарата. Това се постига като конструктивно се залага активните проводимости на генератора на сигнала и на товара в изходящата (напр. колекторна) верига да са значително по-големи от активната съставляваща на входната и изходната проводимост на електронния елемент.
- Схемите на трептящите кръгове на входното устройство при радиоприемниците и ВЧУ трябва да са идентични по конструкция за синхронно изменение на честотата на настройка, а съответстващите елементи на кръга (L и C) да са равни. При използването на резонансен усилвател за усилване на напрежението с междинна честота (т.нар. междиночестотен усилвател) в приемниците, това условие отпада, поради настройката на трептящите кръгове в междиночестотния трансформатор на постоянна честота.

## Видове ВЧУ
Разнообразието на усилвателните схеми е голямо, поради различните технически решения, схеми за стабилизация, потискане на шума и други. В най-общия случай ВЧУ се делят на две големи групи:

- Теснолентови усилватели – с ширина на пропусканата лента до няколко стотици килохерца.

- Широколентови усилватели – с ширина на честотната лента от порядъка на мегахерци.

И двата вида имат предназначението:
- да изпълнят функциите на лентов филтър за пропускане само на честотната лента на избраната за прием станция;
- да усилват пропуснатите сигнали до необходимото напрежение или мощност.

## Теснолентов ВЧ усилвател
ВЧУ използвани в радиоприемниците приемащи АМ или ЧМ радиосигнали са теснолентови усилватели. Това се дължи на принципите на модулиране и излъчване на тези сигнали за обхвата на радиоприемането. Честотната лента на всяка станция с амплитудно-модулиран сигнал е в границите от 10 до 15 kHz, за да се избегне влиянието на съседните по честота радиопредавателни станции. Това позволява на ВЧУ да усилва не целия АМ обхват, а да се настройва на определена широчина от около 15 kHz, отговаряща на приеманата станция. При обхвата на радиоразпръскване с ЧМ сигнал, при разстояние на основните носещи честоти на два съседни радиопредавателя от 200 kHz, честотната лента е значително по-богата, но не превишава 150 kHz.

### Теория на теснолентовия усилвател
Масово използваният теснолентов ВЧУ е избирателен високочестотен усилвател на напрежение с трансформаторна връзка. На входа и на изхода са поставени избирателни ВЧ трептящи кръгове, т.е. настроени трептящи кръгове с индуктивна връзка между предишното и следващото след усилвателя стъпало. Входният и изходният трансформатор съставени от трептящи кръгове от бобини и променливи кондензатори на обща ос, се настройват в резонанс с честотата на избрания входен сигнал. Паралелните трептящи кръгове за тока с резонансна честота имат много висок импеданс, докато за токовете с друга честота, импедансът е много нисък. В резултат на това, когато трептящият кръг е настроен в резонанс с честотата на желаната радиопредавателна станция, за тази честота върху трептящия кръг ще се получи сравнително голямо напрежение. За всички останали сигнали напрежението ще бъде ниско. Това е валидно както за входния сигнал, управляващ базата на усилвателния транзистор, така и за колекторния товарен импеданс на усилвателното стъпало. В резултат, за избраната желана честота се получава голям коефициент на усилване. Затова тези усилватели се наричат още и резонансни усилватели.

### Конструктивни особености
ВЧУ изпълнени с транзистори работят с ниски нива на сигнала. Това е благоприятно, защото влиянието на температурата води до малка температурна нестабилност. Основното изискване към транзистора е да се обезпечи усилване с 50% по-високо от необходимото, за да се компенсират загубите от разсъгласуване, промяна в коефициента на усилване при смяната на транзистора и други. Необходимият коефициент на усилване на стъпалото зависи от областта на приложение. Обикновено като основно правило, ВЧУ стъпало за професионални приемници имат коефициент на усилване между 10 и 20, междиночестотните усилватели (МЧУ) за обикновени приемници за АМ сигнали – между 30 и 40, МЧУ за обикновените приемници за ЧМ сигнали – между 40 и 50.
Входният и изходният трансформатор не се изпълняват със сърцевина от железни ламели, поради големите загуби от токове на Фуко при високи честоти, много тясна пропускана честотна лента, както и силното влияние на праразитния капацитет между навивките на трансформатора.
Затова във ВЧУ се използват въздушни трансформатори. Слабата магнитна връзка между първичната и вторичната намотка, налага използването на феритни сърцевини, с което се увеличава индуктивността на бобините, регулира се силата на връзката, без да се увеличават съществено загубите от токовете на Фуко.

### Междиночестотен усилвател (МЧУ)
Съвременните радиоприемници и телевизионни приемници работят на принципа на суперхетеродинно приемане, при което честотата на приетия входен сигнал се преобразува в по-ниска, предварително определена стандартна честота, наричана междинна честота. ВЧУ работи на тази фиксирана честота за всички приемани станции от обхвата. Схемата на МЧУ е еднаква с резонансния ВЧ усилвател, с тази разлика, че в трептящите кръгове на входния и изходния трансформатор не се включват секции от променлив кондензатор, тъй като предварително са настроени на приетата междинна честота. Настройката на индуктивната връзка между трептящите кръгове в т. нар. междиночестотен трансформатор се осъществява с подвижни феритни сърцевини, а честотно резонансната характеристика се постига с донастройващи кондензатори в по-старите конструкции. В този смисъл това е резонансен усилвател, който използва високия импеданс за честотната лента с носеща fM. Това значително увеличава избирателността на приемника, поради възможността за увеличаване броя на настроените трептящи кръгове или няколко последователно свързани МЧУ стъпала.

## Широколентов усилвател
Широколентовите ВЧУ се използват в апаратурата за предаване и приемане на сигнали за телевизионната мрежа. Разстоянието между два съседни канала в ТВ обхвата е около 6 MHz. Приеманият и усилван сигнал ТВ сигнал е с честотна лента около 4,5 MHZ. Такива усилватели намират приложение и в сравнително евтини радиоприемници, когато по икономически и конструктивни съображения не е възможно използването на трисекционен блок променлив кондензатор.

### Теория на широколентовия усилвател
Всички модулирани сигнали, използвани за пренос на информация съдържат не само основната носеща синусоидална честота, но и хармонични, кратни на основната честота и значително увеличаващи честотния спектър. С много широк честотен спектър са импулсните сигнали. Например импулсите използвани в телевизионния сигнал съдържат честоти от 30 Hz до 4 MHz. За да не се променя формата на този честотен спектър, в ТВ предаване и приемане се използват специално разработени схеми на широкочестотни ВЧУ, наричани видеоусилватели, а при използването им в радарни или други подобни апаратури, тези усилватели се наричат импулсни усилватели. Обикновено МЧУ широколентово усилвателно стъпало в ТВ приемници има коефициент на усилване между 15 и 20.
Постигането на равномерна амплитудночестотна характеристика за толкова широк диапазон се осъществява с помощта на реактивни елементи (C, L) във входа и на изхода на ВЧУ като товар, които поради честотната си зависимост намаляват усилването на сигнали в двата края на обхвата.

### Конструктивни особености
В електронната апаратура се използват широколентови ВЧУ изпълнени по няколко основни схеми:
- Усилвател с несиметрични филтри за междукаскадна връзка. Обикновено се използва като усилвател във входните устойства. Използваните филтри имат лентови и трансформиращи свойства, и могат по целия честотен диапазон да съгласуват високоомната колекторна верига на транзистора на ВЧУ с базовата верига на преобразувателя на честота.
- Апериодичен ВЧУ. Общ е за усилване на целия диапазон честоти за приемания обхват. Използва се в евтини модели приемници, когато не е целесъобразно да се въвеждат за всеки поддиапазон автономни лентови филтри и свързаните с това допълнителни групи за превключване на диапазоните. Такъв усилвател се изпълнява с трептящи кръгове – звена от филтри за ниски честоти.
- Резисторен ВЧУ (RC ВЧУ). Този тип усилватели могат да усилват всички честоти от звуковия обхват, с изключение на тези от горния и долния му край. Разширяването на диапазона на подобен усилвател позволява да бъде широколентов и да усилва ВЧ сигнали, в т. ч. и импулсни. Основната схема на RC усилвателя, макар и прост като схемна реализация, силно се влияе от изходния капацитет на усилвателния елемент и паразитните капацитети на елементите от схемата и свързващите проводници. Амплитудночестотната характеристика за ниски честоти има спад. Това се определя от прехвърлящия кондензатор във входа на усилвателя, който поради високия си импеданс за ниски честоти и резисторния делител в управляващата верига (напр. базовата верига на транзистора), предава сравнително малка част от входното напрежение на следващия усилвателен елемент. При високи честоти амплитудночестотната характеристика получава спадане, от намаляване на резултатното съпротивление поради влиянието на монтажните капацитети и изходния капацитет на електронния елемент. Намаляването на товара в изходната верига (RТОВ) при запазване на останалите елементи, намалява коефициента на усилване, но увеличава ширината на пропусканата честотна лента.